# Чайковський (місто)
Чайковський (рос. Чайковский) — місто в Пермському краї, адміністративний центр Чайковського муніципального району та Чайковського міського поселення. Засноване в 1955 році як робітниче селище, статус міста отримало в 1962.

## Фізико-географічна характеристика

### Географія

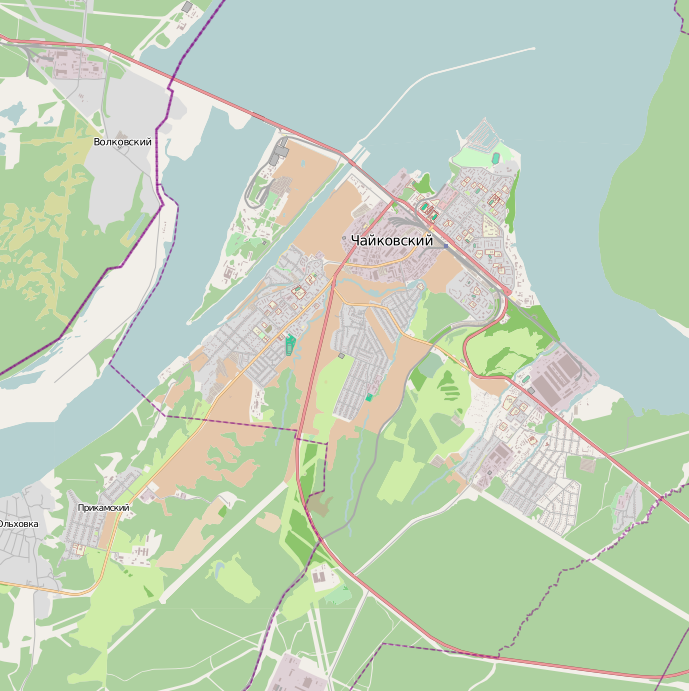
Карта Чайковського на місцевості

Місто розташоване в Передураллі, на території Буйської (Фокінської) хвилястої рівнини, на лівому березі річки Ками поруч з гирлом малої річки Сайгатка на південному заході Пермського краю. Площа Чайковського міського поселення з урахуванням дзеркала води на 1 грудня 2009 становить 56,49 квадратних кілометрів, з них власне площа міста становить близько 31 квадратного кілометра. Переважно місто розташоване на рівнині, що прилегла до берегів, без значних перепадів висот.
Чайковське міське поселення межує: на півночі з Єловським районом Пермського Краю, на північному сході з Ваньковскім сільським поселенням, на сході з Фокінським сільським поселенням та Большебукорскім сільським поселенням, на півдні з Ольховським сільським поселенням і на заході з Воткінським районом Удмуртської Республіки.
Місто віддалене від крайового центру Пермі на значну відстань (по автодорозі від 278 до 235 кілометрів — в залежності від обраного маршруту), але має вигідне економіко-географічне положення, розташоване на стику Удмуртської Республіки, Башкортостану та Пермського Краю.
Місто розташоване на півострові, і з трьох боків оточене водою: із заходу Камою, з північного заходу та півночі Воткінським водосховищем і зі сходу — великою (1,5 і більше кілометра завширшки, 8 кілометрів у довжину) затокою річки Сайгатка. Безпосередньо в межах міста розташовані численні зелені насадження, парки та сквери, по берегах розташований сосновий бір. Близькість до великих водних ресурсів, зелені насадження, відсутність в межах міста великих забруднювальних підприємств забезпечують в місті чисте повітря та воду.

### Клімат
Клімат у місті помірно-континентальний. Середньорічна температура в місті одна з найвищих в Пермському краї. Тривалість вегетаційного періоду — близько 130 днів, річна сума опадів — 550 міліметрів.

### Часовий пояс
Місто розташоване в часовий зоні, що позначається як Yekaterinburg Time Zone — Єкатеринбурзький час (YEKT). Зсув відносно UTC становить +6:00. Щодо Московського часу часовий пояс має постійний зсув +2 години та позначається в Росії відповідно як MSK+2.
 
Час в місті відрізняється від поясного часу на дві години.

### Водні ресурси
Місто з трьох боків оточене великим водним дзеркалом. Водойми міста використовуються як транспортна артерія (основне русло річки та водосховище), так і в господарсько-питних, рекреаційних та рибогосподарських цілях. У водоймах мешкає більше 40 видів риб: стерлядь, російський осетер, сибірський осетер, карась, харіус, минь, білий амур, жерех, єлець, пічкур, товстолобик, окунь та інші. основними промисловими видами є: лящ, судак, сом, щука, чехоня, плотва. До особливо охоронюваних видів риб належать таймень та звичайний підкаменщик, вилов осетру та білуги заборонено.
Водойми навколо міста в літній час використовуються для відпочинку, є міський пляж та багато неофіційних місць купання. Водосховище та затока використовуються для занять водними лижами, віндсерфінгом, катань на човнах та аквабайках. У зимовий час на водоймах проводиться активна зимова риболовля, проходять лижні тренування та змагання, почав розвиватися сноукайтинг.

## Історія
Місто було засноване в 1955 у зв'язку з будівництвом Воткінської ГЕС на річці Камі як робітниче селище гідробудівників. Вперше назва «Чайковський» з'являється в січні 1956, 2 лютого 1956 назва закріплюється рішенням Молотовського обласного виконавчого комітету. Потім і Указом Президії Верховної Ради РРФСР № 372/5 від 5 квітня 1956 року населений пункт при Воткінській ГЕС віднесено до категорії робочих селищ з присвоєнням йому найменування «Чайковський» на честь російського композитора Петра Ілліча Чайковського, який народився в Воткінську (в 37 кілометрах від Чайковського). Назва селищу було дано за бажанням його жителів.
На місці майбутнього міста була невелика село Сайгатка, перші згадки про яке датуються 1646 роком. Це село увійшло в міську забудову. В історію село увійшло як місце переправи загонів Пугачова та їх боїв із державними військами. Згодом у міську забудову увійшло також селище Зоря, що розташоване на деякому віддаленні від Ками, що існує з 1925 року.
Уже 10 січня 1958 року Постановою бюро РК КПРС і Фокінського райвиконкому, районний центр Фокінського району перенесено в Чайковський 18 січня 1962 року Указом Президії Верховної Ради РРФСР робітниче селище Чайковський перетворене на місто районного підпорядкування, адміністративний центр Фокінського району, відповідно Фокінський район перейменовано в Чайковський район. 1 лютого 1963 року місто Чайковський віднесено до категорії міст обласного підпорядкування. До 1 березня 1994 року Чайковський був адміністративним центром Чайковського району.
1 березня 1994 року було утворено нову адміністративно-територіальну одиницю: місто Чайковський з прилеглою територією, при цьому до прилеглої території було віднесено всю територію нинішнього Чайковського муніципального району. 9 жовтня 2005 року кордони муніципального утворення знову, відповідно до законодавства, були переглянуті та створено Чайковське міське поселення в складі Чайковського муніципального району.
Відповідно до Статуту Чайковського міського поселення, терміни «місто Чайковський» та «Чайковське міське поселення» застосовуються в одному значенні.
День міста відзначається 12 червня.
Будівництво міста було розпочато в 1956 році. Першими, двоповерховими будинками, почалася забудова Прикамського району. У 1957 році почалося будівництво Основного району, в 1958-му перші два будинки на Основному районі були заселені. Разом з тим, приватними житловими будинками забудовувався Зав'яловський район. Він носить ім'я Героя Радянського Союзу С. А. Зав'ялова. У 1978 році у зв'язку з будівництвом заводу точного приладобудування почалася забудова багатоповерховими житловими будинками селища Зоря і виник Заринський район міста. У 1985 році почалося будівництво Завокзального району.

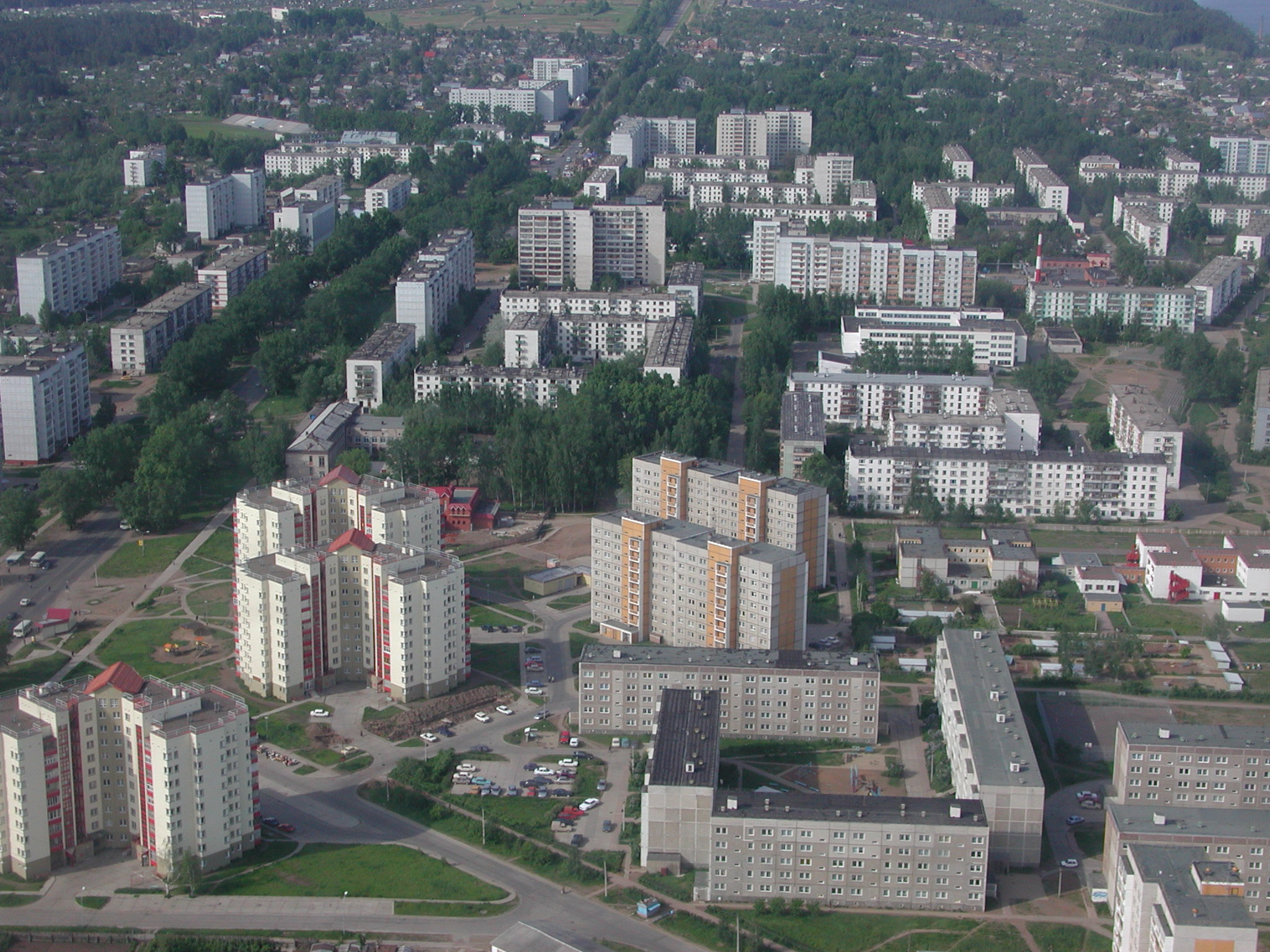
Вид з гелікоптера. Ліворуч два будинки, побудовані будівельниками з Туреччини, поруч — будівельниками з НДР

## Населення
За чисельністю населення місто займає четверте місце в Пермському краї. Приплив населення з інших регіонів за 2010 рік склав 1029 осіб, при цьому вибуло в інші регіони 1254 особи. Однак, офіційна цифра не дає реальної картини: у Чайковський приїжджають працювати та відповідно проживати не реєструючись жителі менш благополучних прилеглих південних районів Пермського Краю та Удмуртії.
У 1955 році населення селища гідробудівників становило близько 10 000 осіб. Швидкий промисловий розвиток міста викликав зростання чисельності населення: у 1962 році налічувалося 25 000 осіб, в 1989-му — вже 85 800 осіб. У ті роки Чайковський мав один із найвищих в Пермському краї показник природного приросту населення. Пік було досягнуто в 2001 році, коли населення міста становило 90 200 осіб, і це була максимальна цифра населення до 2010 року.

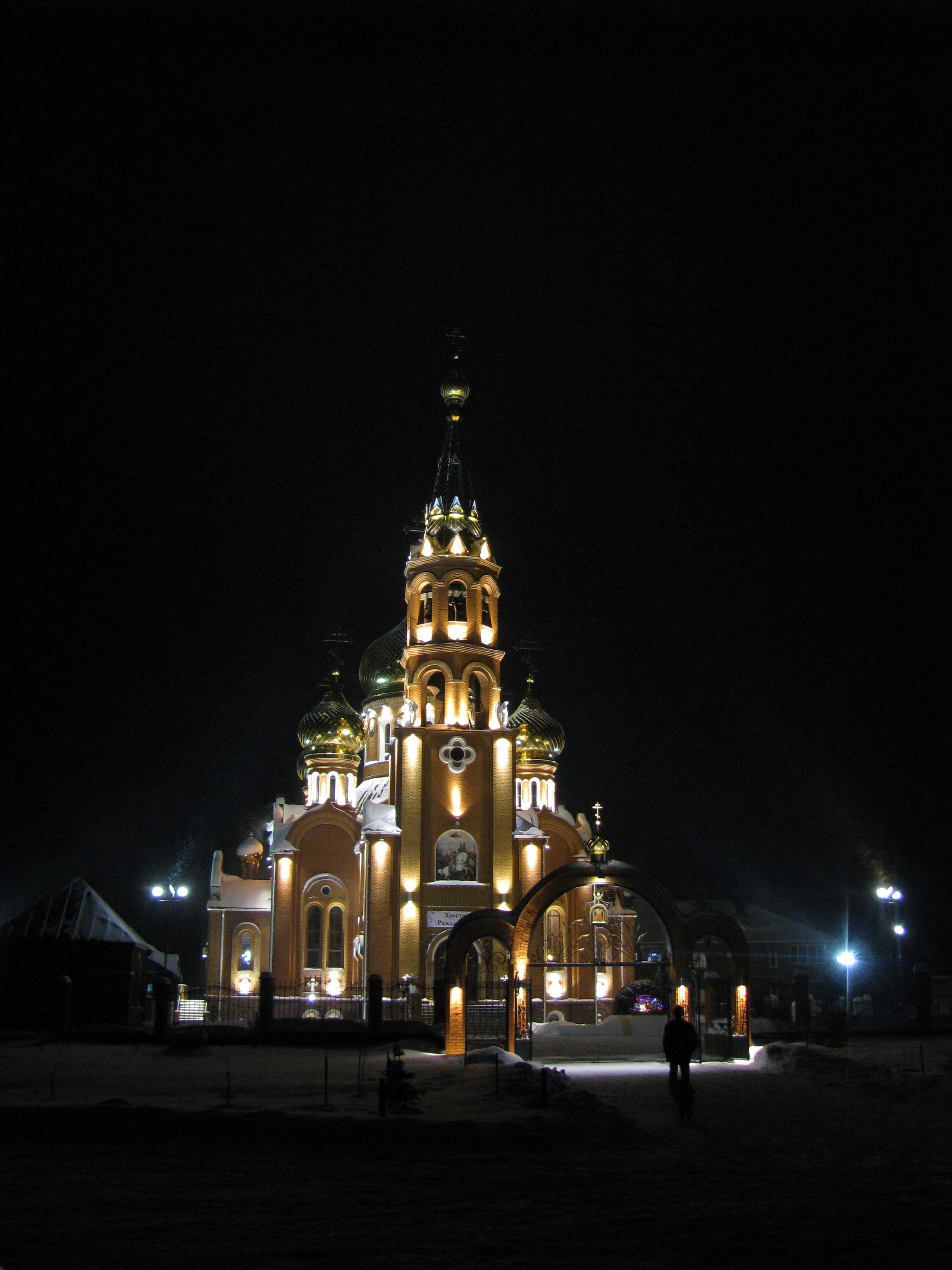
Храм Георгія Побідоносця. 7 січня 2014

Демографічна ситуація в місті має схильність до поліпшення. Підвищується смертність у зв'язку з природним старінням населення, так в 1999 році на 1000 осіб населення помирало 10,8 осіб, в 2001-му — 13,5 осіб, в 2003-му — 13,4 людини, в 2005-му — 13,7 осіб, але при цьому мається тенденція до збільшення народжуваності — від 10 осіб на 1000 осіб в 1999 році, до 12,5 осіб у 2003-му. 2009 року вперше за багато років спостерігався природний приріст населення. Визнається що Чайковський — місто з відносно благополучною демографічною ситуацією.
У національному складі — переважання росіян (близько 85 %). З інших національностей за чисельністю виділяються татари, удмурти, башкири, українці.
Частка осіб із вищою освітою в Чайковському районі (враховуючи сільські поселення) становить 12 %.
За конфесійним складом релігійні люди в місті переважно є православнимими. У місті є три православних храми та кілька каплиць. Є невелика старообрядницька громада. Татарське та башкирське населення міста сповідують іслам, в місті є мечеть. Частина релігійних жителів міста є євангельськими християнами-баптистами, в місті існує храм євангелістів. Також є громада Свідків Єгови. Інші релігії в місті більш-менш помітно не представлені.

## Адміністративно-територіальний поділ міста
Місто складається з 5 районів, що включають в себе 10 мікрорайонів:
| Адміністративне-територіальний поділ |                 |                                  |
| Мікрорайон                           | У складі району | Забудова                         |
| Основний                             | Основний        | Багатоповерхова                  |
| Парковий                             | Основний        | Багатоповерхова                  |
| Текстильник                          | Основний        | Багатоповерхова                  |
| Річковики                            | Основний        | Багатоповерхова                  |
| Азінський                            | Прикамський     | Багатоповерхова                  |
| Уральський                           | Прикамський     | Багатоповерхова                  |
| Сайгатський                          | Прикамський     | Індивідуальна                    |
| Завокзальний                         | Завокзальний    | Багатоповерхова                  |
| Зав'яловський                        | Зав'яловський   | Індивідуальна                    |
| Заринськ                             | Заринський      | Багатоповерхова та індивідуальна |

Головними магістралями Чайковського є вулиця Радянська, з'єднує Прикамський район та Основне селище, вулиці Леніна та Вокзальна, що проходять по Основному селищу і Шосе Космонавтів, з'єднує Основний та Заринський райони міста.

## Влада
З 1956 року влада в місті здійснювалася міською Радою народних депутатів (перші вибори відбулися 20 травня 1956 року) та виконавчим комітетом (штат затверджено 23 травня 1956 року).
З 1994 року влада в місті здійснювалася представницьким органом Чайковською міською Думою та адміністрацією м. Чайковського з прилеглою територією під керівництвом голови м. Чайковського з прилеглою територією.
З 2005 року влада в місті здійснюється Думою Чайковського міського поселення в складі 20 депутатів, які обираються терміном на 5 років шляхом прямих виборів, і Главою Чайковського міського поселення з очолюваною ним адміністрацією, що також обирається строком на 5 років шляхом прямих виборів.
30 липня 2009 року Голова Чайковського міського поселення Ю. Г. Востріков був достроково позбавлений повноважень з ініціативи губернатора Пермського Краю О. А. Чиркунова, що стало першим подібним випадком в Росії після внесення змін до законодавства про місцеве самоврядування.
З 20 грудня 2009 року Главою Чайковського міського поселення є Андріїв Ігор Ярославович. Цікаво відзначити, що в Чайковському та Чайковському районі на виборах голів місцевого самоврядування в 2000-х роках (двічі глави поселення і один раз глава району) жодного разу не перемагав кандидат від Єдиної Росії.
З 14 вересня 2014 року Головою Чайковського міського поселення є Третьяков Олексій Віталійович.

## Економіка

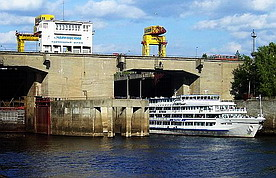
Чайковський судноплавний шлюз

Основою для міста послужило будівництво Воткінської ГЕС, будівництво якої розпочато в 1954 році. 23 грудня 1961 року ГЕС дала перший струм, а 20 грудня 1963 року вона вийшла на повну потужність. У будівлі ГЕС встановлено 10 гідроагрегатів, з яких 8 мають потужність 100 МВт, а 2 — 110 МВт. Таким чином, установлена потужність ГЕС — 1020 МВт. Середньорічне вироблення ГЕС — 2,28 млрд кВт·год електроенергії; крім того, в Чайковському є Чайковська ТЕЦ-18 потужністю 220 МВт, що забезпечує місто гарячою водою та опаленням. Таким чином Чайковський є енергонадмірною територією.
Гребля Воткінської ГЕС підняла рівень води в Камі на 23 метра, внаслідок чого утворилося Воткінське водосховище площею 1125 квадратних кілометри. У греблі побудовано двонитковий судноплавний шлюз, за яким теплоходи можуть слідувати вгору і вниз одночасно.
Після того, як було прийнято рішення про заснування міста на місці робочого селища гідробудівників, було побудовано Завод «Стройдеталь», що забезпечує потреби споруджуваного міста залізобетонними виробами. Першу продукцію завод видав у червні 1957 року, остаточно введений в експлуатацію в 1960 році. Завод виробляє продукцію і на сьогоднішній день. Одночасно із заводом «Стройдеталь» у 1960 році почав роботу ремонтно-механічний завод (в 1990-і роки припинив існування, територія заводу зайнята різноманітними невеликими промисловими підприємствами).
У 1962 році було прийнято рішення про будівництво в місті Комбінату шовкових тканин. 31 грудня 1962 року з прийомом в експлуатацію пускового комплексу з перших 60 тисяч прядильних веретен, відбулася дата народження комбінату. У січні 1966 року прядильна фабрика видала першу продукцію, а в червні 1966 року на комбінаті були отримані перші метри тканини. У 1967 році було запущено обробне виробництво. До кінця 80-х років комбінат випускав щорічно до 100 мільйонів метрів різноманітних тканин. У 1981 році комбінат було нагороджено орденом Трудового Червоного Прапора. Довгий час комбінат був містоутворюючим підприємством Чайковського. На сьогоднішній день це відоме в країні і за кордоном акціонерне товариство «Чайковский текстиль», один із великих постачальників спеціальних тканин зокрема для Міністерства оборони РФ та інших силових структур, хоча виробництво тканини порівняно з 70-80 роками значно знизилося.
Також в 1960-ті роки в місті було побудовано м'ясокомбінат, перший цех якого введений в експлуатацію 30 жовтня 1962 року. Нині це ЗАТ «М'ясо», що випускає в рік більше 4,5 тисяч тон м'яса та м'ясних напівфабрикатів та більше 1,2 тисячі тон ковбасних виробів, поставляючи в магазини більше 100 видів продукції, яка користується великим попитом і за межами регіону. У 1965 році побудовано молокозавод, перша продукція якого випущено 19 січня 1966 року, нині ЗАТ «Молоко». У 1964 році здані в експлуатацію річковий вокзал та порт разом із ремонтно-експлуатаційною базою флоту та судноремонтним заводом. 21 грудня 1967 році створено міське виробниче управління водопровідно-каналізаційного господарства (нині МУП «Водоканал»).
Наступним великим підприємством у місті став нафтохімічний комбінат «Завод синтетичного каучуку» (на даний момент ВАТ «Уралоргсінтез», структурний підрозділ ВАТ «Сибур Холдинг»), будівництво якого розпочато в 1964 році, а першу чергу було запущено в 1979 році. Зараз його основною продукцією є зріджені вуглеводневі гази, бензол, бензин, ізобутилен, азот, а також комплектуючі для хімічної промисловості. Підприємство розташоване більш ніж в 20 кілометрах від міста, у зв'язку з цим воно практично не має шкідливого впливу на екологію міста. Одночасно з заводом неподалік була побудована велика Чайковська ТЕЦ-18 (зараз — філія ТГК-9).
У 1970-ті роки в місті почалося будівництво нового великого підприємства «Завод точного машинобудування» (згодом науково-виробничого об'єднання «Точмаш»). Завод протягом 80-х років виробляв вакуумну техніку, термічне обладнання, верстати, інше технологічне обладнання. Однак, у середині 1990-х років завод не витримав кризи, не зміг здійснити процедуру конверсії і був ліквідований. Останнім часом його територію займають близько 30 невеликих підприємств, що виробляють меблі, металовироби, металоконструкції, продукти харчування.
З березня 1984 року в місті розташовується підприємство Пермтрансгаз, що виникло у зв'язку з будівництвом газопроводу Уренгой — Помари — Ужгород. З 2008 року це найбільше підприємство російської нафтогазової сфери було перейменовано в ТОВ «Газпром трансгаз Чайковский», структурний підрозділ «Газпрому». Воно є другим в країні за обсягами транспортування газу і експлуатує 15 найбільших газопроводів Росії, загальною протяжністю 10 719 кілометрів, щорічно транспортує 328 000 000 000 кубічних метрів природного газу. Підприємство є найбільшим в місті платником податків.
У 1983 році було прийнято рішення про будівництво поруч із містом ремонтно-експлуатаційної бази газопроводу Уренгой-Ужгород. Однак у 1989 році сталося перепрофілювання бази та подальше будівництво тривало вже у вигляді будівництва заводу газової апаратури. 24 жовтня 1998 року заводом була випущена перша газова плита. Чайковський завод газової апаратури — єдиний в Росії завод з виробництва побутової техніки, зведений в постперебудовний період без залучення іноземного капіталу. На сьогоднішній день завод є дочірнім підприємством ВАТ «Газмаш» та випускає більше 50 різновидів газових та електричних плит під торговою маркою «Дарина»
На 2007 рік у місті на великих та середніх підприємствах було зайнято 20 400 осіб, на малих підприємствах 16 200 осіб, у бюджетній сфері 10 000 осіб, іншою діяльністю зайняті 10 900 осіб.
- Див. також: Нафтохімічний комплекс у Чайковському

## Комунікації
Єдиним оператором телефонного та основним оператором стільникового зв'язку на території міста є ВАТ «Ростелеком».
У місті є стійке та повне покриття операторами стільникового зв'язку МТС, Мегафон, Білайн та Скай Лінк.

## Транспорт

### Залізничне сполучення
У місті є тупикова залізнична станція Сайгатка (Код ЕСР 256703, Іжевське відділення Горьківської залізниці). Вона виходить на залізничну магістраль Єкатеринбург — Казань через Сарапул. Останнім часом залізнична гілка до станції Сайгатка використовується, переважно, для вантажоперевезень. Раз на добу курсує приміський потяг до Іжевська.

### Автомобільне сполучення

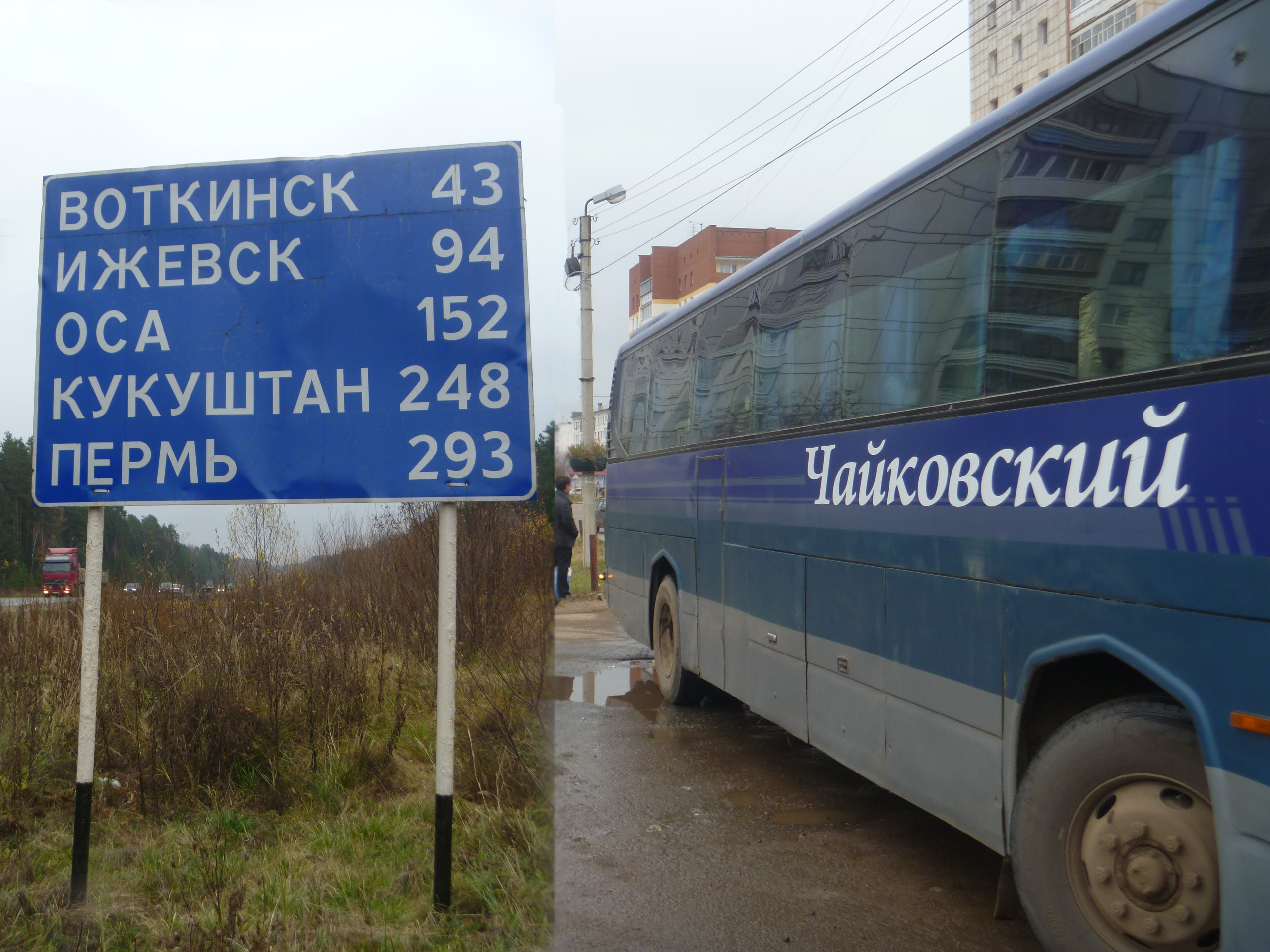

Місто розташоване на автомобільній дорозі Казань — Іжевськ — Єкатеринбург. Із заходу через греблю Воткінської ГЕС в місто заходить автомобільна дорога загального користування Воткінськ — Чайковський. На схід від міста прокладено автомобільну дорогу загального користування Кукуштан — Чайковський. На південь від Чайковського є автомобільна дорога місцевого значення до заводу «Уралоргсинтез» та Чайковської ТЕЦ-18, далі лише ґрунтові дороги. На північ від Чайковського доріг немає, оскільки там розташовано Воткінське водосховище
Навколо міста для транзитного транспорту прокладено об'їзну автодорогу, яка при в'їзді із заходу повертає одразу ж після греблі ГЕС праворуч і лише трохи проходить в місті, потім виходячи на дорогу Чайковський — Кукуштан приблизно в 10 кілометрах від міста.
Відстань по автодорогах: до Іжевська близько 90 кілометрів, до Пермі залежно від обраного маршруту від 250 до 320 кілометрів. Регулярні автобусні маршрути (23 міжміських і 17 приміських) з'єднують місто з населеними пунктами Чайковського району, іншими районами Пермського краю та Удмуртії, з Іжевськом, Перм'ю, Єкатеринбургом, Уфою. Щодня з автовокзалу пасажири вирушають 59 міжміськими рейсами і 298 приміськими маршрутами.

### Внутрішньо-міський транспорт
Перевезення всередині міста здійснюються автобусами, діє 17 автобусних маршрутів, у зв'язку з чималою конкуренцією в цій галузі, автобусне сполучення в місті вельми швидке, зручне та ефективне. Також існує безліч служб таксі.

## Спорт
Чайковський має багаті спортивні традиції. Важливою віхою в історії спорту в місті стало створення інституту фізкультури. У 1987 році було побудовано біатлонний комплекс.

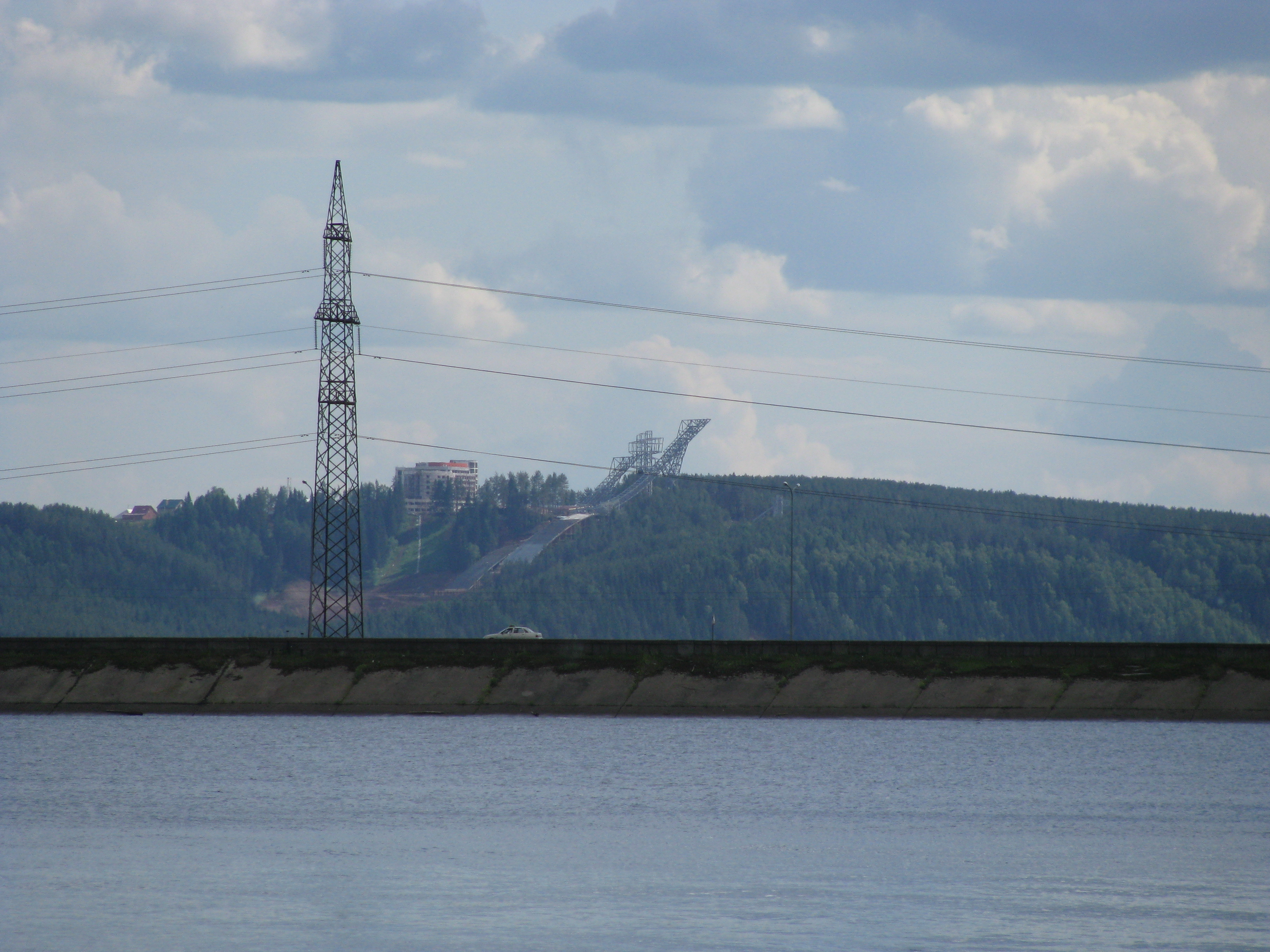
Будівництво готелю та трамплінів Центру підготовки. На передньому плані гребля Воткінської ГЕС

На базі біатлонного та гірськолижного комплексів, що склали основу нового Центру зимових видів спорту, побудовано комплекс з п'яти трамплінів для стрибків на лижах, включаючи К-125, траси для фрістайлу з підйомниками, 10-кілометрову лижну трасу та 7,5-кілометрову лижеролерну трасу, лижно-біатлонний стадіон та стадіон для фрістайлу, стрілецький тир, готель на 250 місць з відновлювальним медичним та навчально-дослідним центром, допоміжні приміщення. У першій декаді 2012 року на оновленому біатлонному комплексі пройшли перші великі змагання: було розіграно Кубок Росії з біатлону серед жінок та відбулася першість країни серед молоді та юніорів (дівчата). У березні 2012 року відбулися перші змагання і на трамплінах: пройшли три чемпіонату Росії зі стрибків на лижах з трампліна та лижного двоборства, фінал Кубка Росії та першість Росії серед юніорів віком до 21 року.
Відповідно, місто достатньо широко представлене на міжнародній та російській арені зимових видів спорту. Місто представляли на змаганнях різного рівня чемпіонка світу з біатлону Катерина Юр'єва, чемпіон Європи з біатлону Сергій Коновалов, чемпіонка Європи з біатлону Наталія Бурдига. На зимових Олімпійських іграх 1994 року Чайковський був представлений чемпіоном Росії 1992 року з ковзанярського спорту М. Вострокнутовим.
Серед інших зимових видів спорту можна виділити натурбан, лижні гонки, хокей з шайбою.
Серед літніх видів спорту місто представлене на спортивній арені практично всіма видами спортивних єдиноборств. У різний час Чайковський зокрема представляли чемпіон світу (1990) і володар Кубка світу (1991) із самбо І. Габдулхаков, чемпіон СРСР (1986) із дзюдо Ф. Зекрін, володар Кубка Світу з самбо, призер чемпіонату Європи Ф.Карімов. У 2006 році в Афінах Чайковський представляв борець О. Чеглаков, чемпіон Азійських ігор — 2002 (на Олімпіаді виступав за Узбекистан). Всього серед представників міста в єдиноборствах є 10 майстрів спорту міжнародного класу в таких видах як дзюдо, греко-римська боротьба, карате-кекусинкай, кікбоксинг, тайський бокс.
Також серед представників міста є один майстер спорту міжнародного класу з веслування на байдарках та каное і один в плаванні.
Серед видів спорту в місті найпопулярніші, мають порівняно довгу історію та достатні заслуги такі види як дзюдо, самбо, греко-римська боротьба, кікбоксинг, карате, веслування на байдарках та каное, біатлон, лижне двоборство та стрибки на лижах з трампліна. Серед видів спорту, які відроджуються або з'являються знову, і в яких вже є непогані результати можна назвати лижні гонки, плавання, легка атлетика.
Міська футбольна команда «Енергія» — чотириразовий чемпіон Пермської області, дворазовий володар кубка Пермської області. Мала досвід виступів у другій лізі Чемпіонату Росії з футболу.
У місті є 37 спортивних залів різної спрямованості і 2 стадіони.

## Туризм
Чайковський має високий туристичний потенціал, але оскільки місто має небагату історію, найбільш затребуваним є спортивний та лікувально-оздоровчий туризм, а також туризм, зв'язаний з відпочинком на воді.
Спортивний туризм має найбільші можливості для розвитку, враховуючи наявність вже зараз двох гірськолижних баз та біатлонного комплексу. Можливість спортивного туризму обмежено зимовим часом.
Лікувально-оздоровчий туризм в місті не такий відомий, хоча місто має три санаторії-профілакторії, розташовані безпосередньо на березі, майже в центрі міста.
Для туризму, сполученого з відпочинком на воді створені достатньо комфортні умови. На деякому віддаленні від міста, в межах Чайковського міського поселення є чотири бази відпочинку, з яких дві можуть певною мірою задовольнити туристів. Бази розташовані в мальовничому місці на березі затоки, обладнані літніми будиночками та невеликими котеджами, басейном, майданчиками для ігор, лазнями та саунами. На базах є бари, організовано харчування, є можливість отримати напрокат човен або катамаран. Бази також відкриті і в зимовий час.
З визначних пам'яток міста та околиць можна виділити:
- Картинну галерею
- Краєзнавчий музей
- Архітектурно-етнографічний комплекс «Сайгатка» (хата селянина-старообрядця).
- Садиба «Слов'янський двір» в родовому маєтку художників Павла та Олександра Свєдомських
- Пам'ятник П. І. Чайковському на площі, названій на його честь
- Пам'ятник О. С. Пушкіну
- Пам'ятник будівникам міста на пішохідному бульварі
- Меморіал Слави
- Пам'ятник загиблим в роки громадянської війни в селі Сайгатка.
- Монумент в пам'ять про загиблих в Афганістані, Чечні та в інших локальних військових конфліктах.
- Стела «Піонерська пісня»

Чайковський є одним з пунктів, який завжди відвідують туристи, які подорожують на теплоходах по річці Камі.

## Відомі особистості
У місті народився:
- Герасименко Сергій Костянтинович (* 1967) — український скульптор.